# Фонд ООН в области народонаселения
Фонд ОО́Н в о́бласти народонаселе́ния (ЮНФПА) (англ. United Nations Population Fund (UNFPA)) — орган ООН, осуществляющий руководство оперативной деятельностью системы ООН в области народонаселения, содействующий развивающимся странам и странам с переходной экономикой в поиске решений демографических проблем.
Фонд помогает государствам совершенствовать сферы здравоохранения, отвечающие за репродуктивное здоровье, а также службы планирования семьи, действующие на основе индивидуального выбора, и разрабатывать политику в области народонаселения, направленную на поддержание усилий по устойчивому развитию. Кроме того, он способствует лучшему пониманию проблем народонаселения и способов их решения и помогает правительствам решать эти проблемы способами, которые более всего соответствуют нуждам конкретной страны.
Был образован в 1969 г. как Фонд ООН в области деятельности народонаселения (англ. United Nations Fund for Population Activities) под управлением Фонда развития ООН. В 1971 г. ЮНФПА перешёл под управление Генеральной Ассамблеи ООН. В 1987 году Фонд получил нынешнее название.
ЮНФПА осуществляет программы в четырёх регионах мира: Европа и арабские государства, Азия и Тихоокеанский регион, Латинская Америка и Карибский бассейн, а также Африка к югу от Сахары. Организация действует в более чем 150 странах, регионах и территориях. Около трёх четвертей сотрудников организации работают непосредственно на местах.
Одна из сфер деятельности ЮНФПА — проведение мероприятий по охране репродуктивного здоровья. ЮНФПА также помогает молодым мужчинам и женщинам, живущим в районах, в которых существует проблема низкого репродуктивного здоровья, заново выстроить отношения в обществе, принимая меры по предотвращению заболеваний, передающихся половым путём, в том числе ВИЧ/СПИД.
ЮНФПА сотрудничает с другими организациями ООН и неправительственными международными организациями: (Международной организацией по миграции, Управлением Верховного комиссара ООН по делам беженцев, Департаментом по экономическим и социальным вопросам ООН, Продовольственной и сельскохозяйственной организацией ООН, Справочным бюро по народонаселению, Всемирной организацией здравоохранения, Всемирным банком, Статистическим институтом ЮНЕСКО и др.), правительствами разных стран и различными сообществами. Сотрудничая с ними, ЮНФПА увеличивает уровень информированности, оказывает необходимую поддержку и предоставляет ресурсы, необходимые для достижения Целей развития тысячелетия.

## Миссия
Официально утверждённая миссия ЮНФПА — защита права каждого человека — мужчины, женщины или ребёнка — на здоровую жизнь и равные возможности. ЮНФПА помогает странам использовать сведения о населении в проведении политики и осуществлении программ по борьбе с бедностью, обеспечению желательности каждой беременности, безопасности каждого рождения, защите молодого населения страны от СПИДа/ВИЧ, а также защите женщин от дискриминации.

### Главные задачи ЮНФПА
- Всеобщий доступ к услугам в сфере охраны репродуктивного здоровья к 2015 году
- Всеобщее обязательное начальное образование и устранение полового неравенства в сфере образования к 2015 году
- Сокращение материнской смертности на 75 % к 2015 году
- Сокращение детской смертности
- Увеличение средней продолжительности жизни
- Сокращение случаев ВИЧ-инфицирования.

## Руководство

### Исполнительные директора и заместители генерального секретаря ООН
- 2017 — н. в. — Наталия Канем (Панама)
- 2011—2017 — Бабатунде Осотимехин (Babatunde Osotimehin) (Нигерия)[5]
- 2000—2010 Торайя Ахмед Обейд (Саудовская Аравия)
- 1987—2000 Нафис Садик (Пакистан)
- 1969—1987 Рафаэль М. Салас (Филиппины)

## Сферы деятельности
ЮНФПА — крупнейший в мире источник финансирования программ в области народонаселения и репродукционного здоровья. Фонд сотрудничает с правительственными и неправительственными организациями в более чем 150 странах.
Основные программы:
- Репродуктивное здоровье, в том числе охрана здоровья матери, планирование семьи и здоровье половой сферы.
- Стратегии в области народонаселения — оказание помощи странам в учёте демографических вопросов при формировании политики, в выработке стратегии улучшения качества жизни населения, совершенствовании национального потенциала разработки программ в области народонаселения.
- Пропагандистско-разъяснительная деятельность по содействию равноправию женщин, поддержке политических мер, повышению информированности и ресурсов для решения проблем народонаселения и развития[6].

Понятие «репродуктивное здоровье» предполагает физическое, психическое и социальное здоровье населения в вопросах репродукции и репродуктивных систем.
Другие специальные программы охватывают проблемы молодежи, пожилых людей, предупреждения ВИЧ/СПИДа, экстренной акушерской помощи, профилактики и лечения фистулы, а также проблемы народонаселения и окружающей среды.

## Программа действий
Работа ЮНФПА регламентируется Программой действий, принятой 179 странами на Международной конференции по вопросам народонаселения и развития в 1994 году. Участники конференции пришли к согласию в том, что поддержка сфер образования и здравоохранения, в том числе охрана репродуктивного здоровья, — это необходимое условие для достижения устойчивого развития.
Основные задачи Программы действий, сформулированные в 1999 году:
Всеобщий доступ к услугам в сфере охраны репродуктивного здоровья к 2015 году;

Всеобщее обязательное начальное образование и устранение полового неравенства в сфере образования к 2015 году;

Сокращение материнской смертности на 75 % к 2015 году;

Сокращение детской смертности;

Увеличение средней продолжительности жизни.

### Подход к здравоохранению
Фонд обеспечивает глобальный подход в области охраны репродуктивного здоровья населения. Он подразумевает доступность для населения эффективных и недорогих способов контрацепции и психологических консультаций; ведения беременности; отправки в родильные дома, экстренной акушерской помощи и послеродового наблюдения. Фонд также добивается предотвращения распространения заболеваний, передающихся половым путём, посредством сексуального воспитания населения.
ЮНФПА следит за улучшением качества жизни и расширением возможностей одиноких граждан и семейных пар, потому что, по мнению ЮНФПА, со временем выбор партнёра в масштабе различных сообществ и стран повлияет на структуру и общую направленность развития населения.
Деятельность ЮНФПА, так или иначе, связана с усилением охраны репродуктивного здоровья, созданием более благоприятных условий для материнства, поддержкой подростков и молодёжи, предотвращением распространения ВИЧ/СПИДа, борьбой за равенство полов, защитой прав человека, а также с предоставлением помощи в области охраны репродуктивного здоровья; наравне с этим, ЮНФПА использует различные подходы в зависимости от специфики страны. Прежде всего, деятельность ЮНФПА направлена на поддержку стран третьего мира, в которых эти проблемы наиболее актуальны.

### Примеры программ
Кампания по предотвращению родовых травм
Задачами этой глобальной кампании под руководством ЮНФПА является предотвращение родовых травм, психологических травм, связанных с общественной изоляцией родильниц, забота о женщинах в период беременности и помощь в социальной адаптации женщин после родов. Эта кампания действует в более чем 40 странах Африки, арабского мира и Южной Азии.

### Борьба с женским обрезанием
ЮНФПА потратил много лет на искоренение практики удаления детородных органов у женщин (другое название — женское обрезание)- частичное или полное удаление женских внешних детородных органов, вызванное национальными или другими немедицинскими причинами. Практика обрезаний, затрагивающая 100—140 миллионов женщин и девочек по всему миру, нарушает их права на здоровье и физическую полноценность.

### Организация взаимного образования молодежи (Ю-ПИР)
Эта широкая организация, действующая под управлением ЮНФПА и призванная информировать молодежь об эпидемии СПИДа, поддерживает сотни проектов, работающих по принципу взаимного образования молодежи в более чем 20 странах Восточной Европы, Африки и арабского мира.

## Взаимоотношения справительством США
В период с 2002 по 2008 гг. администрация президента США Джорджа Буша отказала ЮНФПА в финансировании, мотивируя это тем, что ЮНФПА якобы оказывает поддержку правительственным программам КНР, предусматривающим принудительные аборты и стерилизацию. Это обвинение не было подкреплено никакими доказательствами и по сути было опровергнуто различными группами из США, Великобритании и ООН, расследовавшими деятельность ЮНФПА в Китае.
В январе 2009 года президент Барак Обама возобновил финансирование ЮНФПА.

## Критика
Ряд международных организаций (Center for Family & Human Rights) и авторитетных учёных-демографов считают, что ЮНФПА проводит политику «демографического сдерживания», внедряя институты, которые разрушают социальную устойчивость семьи, что позиция ЮНФПА политически ангажирована и формируется в русле внешней политики ряда развитых стран.